# Rudi Prpić
Rudi Prpić (Carson Lake, Minnesota, 27. lipnja 1928. -  Minneapolis, Minnesota, predgrađe grada Minnetonka, 21. rujna 1995.), američki Hrvat.
U dva navrata bio je guverner Minnesote 1976.  - 1979. i 1983. – 1991.
Rudi Prpić (Rudi Perpich), jedna od poznatijih američkih Hrvata bio je guverner Minessote u dva navrata - 29. prosinca 1976. – 4. siječnja 1979. te 3. siječnja, 1983. -  7. siječnja 1991.

## Podrijetlo
Podrijetlom je iz bunjevačkog plemena Prpići.
Otac Anton Prpić Rus, doselio se s roditeljima u SAD nakon Prvoga svjetskog rata. Podrijetlom je iz Mrzlog Dola (Rusova Draga). Majka je bila Amerikanka hrvatskog podrijetla.

Nakon napuštanja funkcije guvernera Prpić odlazi u Zagreb, kako bi pomogao novoj demokratsko izabranoj hrvatskoj vladi na afirmaciji mlade države. 
1992 odlazi živjeti u Pariz na poslove savjetnika, a 1993. se vraća zbog oboljenja u Minnesotu. Umire od teške bolesti 1996. u 67 -oj godini života. Grob mu se nalazi Lakewood groblju u Minneapolisu.

## Vanjske poveznice
- Krivi Put  Arhivirana inačica izvorne stranice od 10. ožujka 2014. (Wayback Machine) Rudy Prpich